# Hemileius nicki
Hemileius nicki är en kvalsterart som beskrevs av Denmark och Woodring 1965. Hemileius nicki ingår i släktet Hemileius och familjen Hemileiidae. Inga underarter finns listade i Catalogue of Life.